# Notre-Dame i Laon

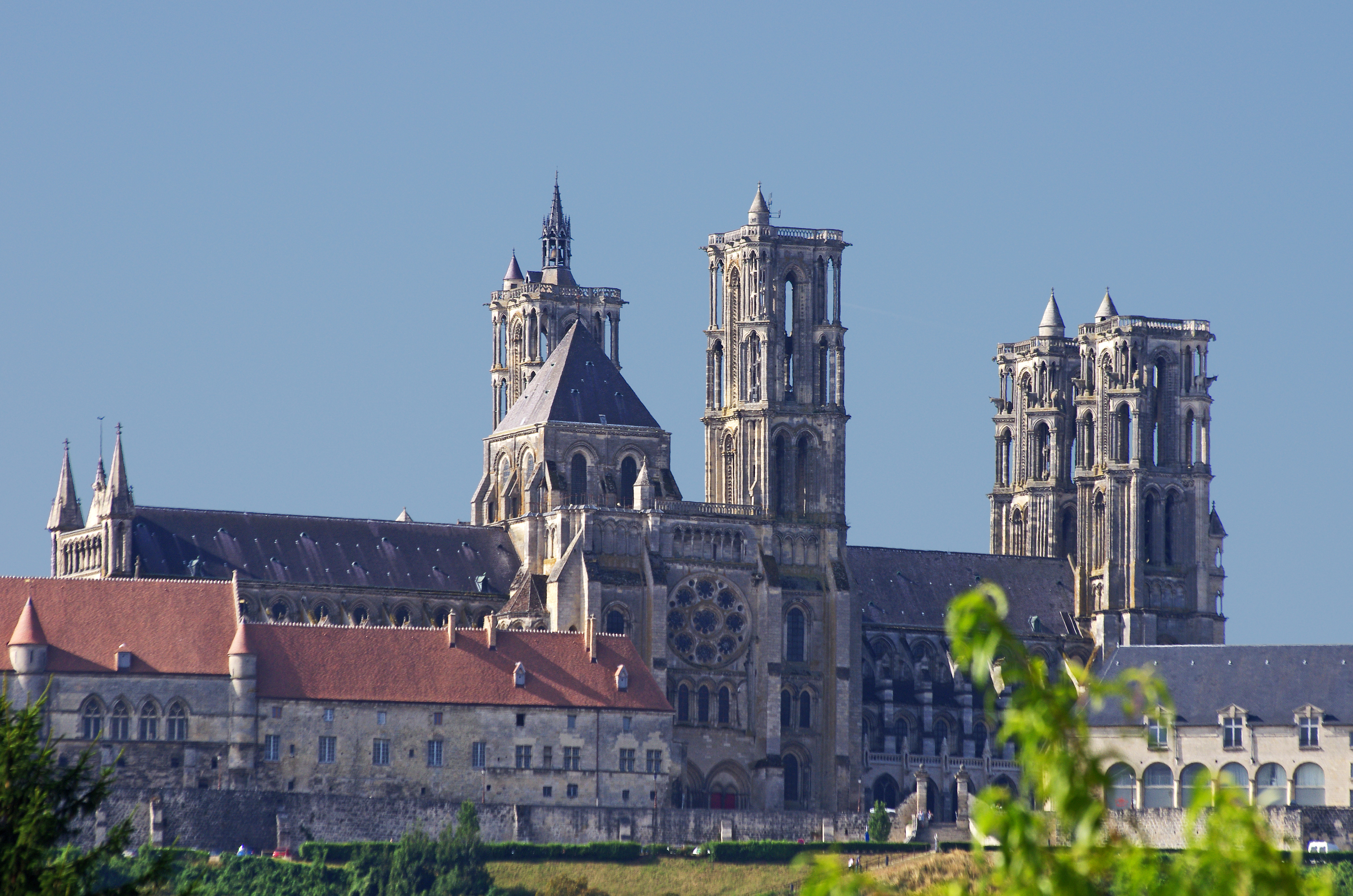
Katedralen norrifrån

Cathédrale Notre-Dame de Laon, Notre-Damekatedralen i Laon, är en byggnad i gotisk stil i staden Laon i Aisne i norra Frankrike uppförd under tiden 1150–1250.
Katedralen påminner starkt om Notre-Dame i Paris. Mittskeppsarkaden är, liksom i Paris, försedd med rundpelare med klassiska akantuskapitäl och en väl genomlyst emporvåning under triforiet. Laon-katedralens nordfasad byggdes med plats för två stora torn, varav endast ett konstruerades.
Berömt är katedralens stora kor som bär alla unggotikens kännemärken. En egenhet är det romanska tornet över korsmitten.

## Biildgalleri

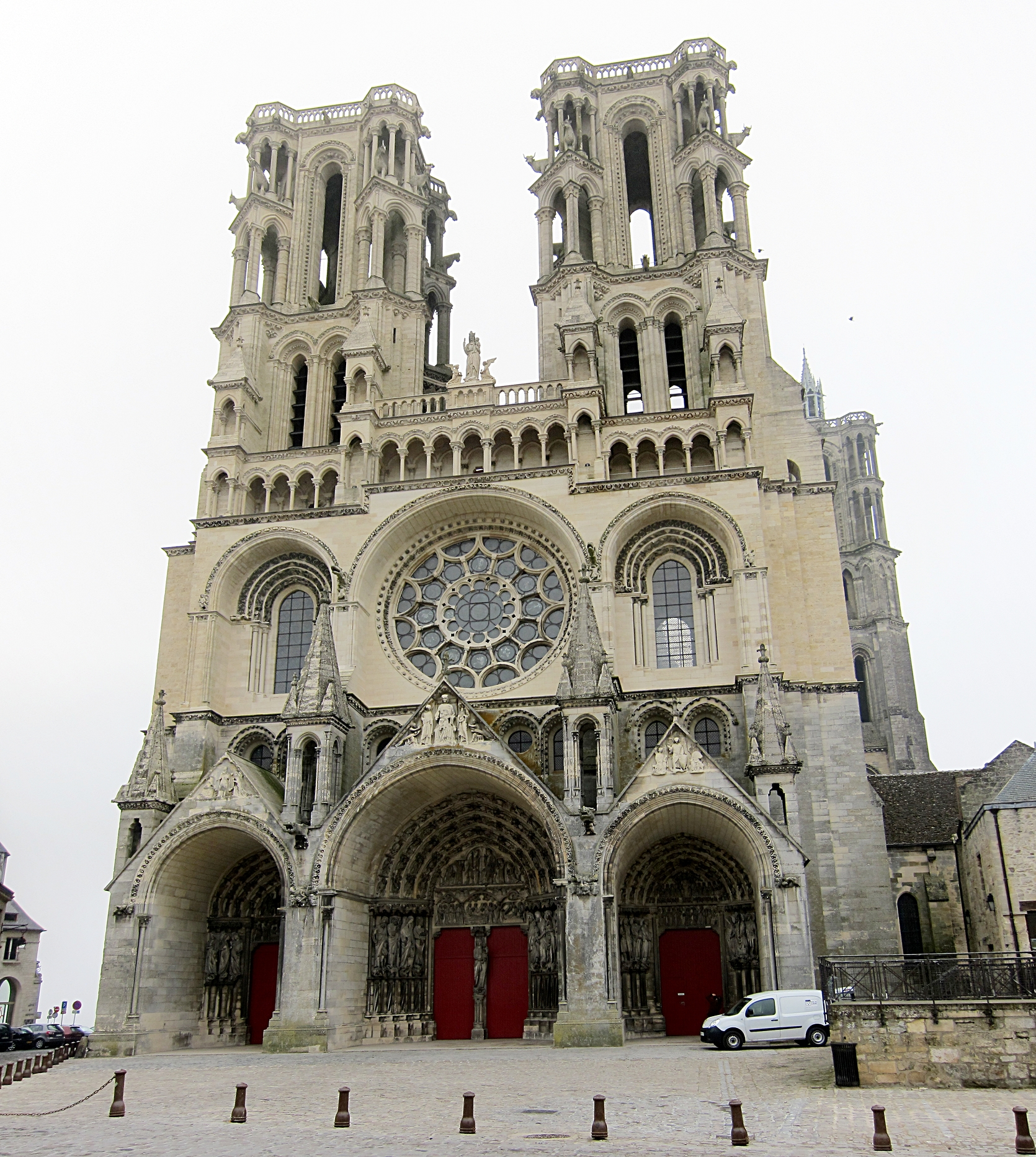
Västfasaden på Notre-Dame i Laon
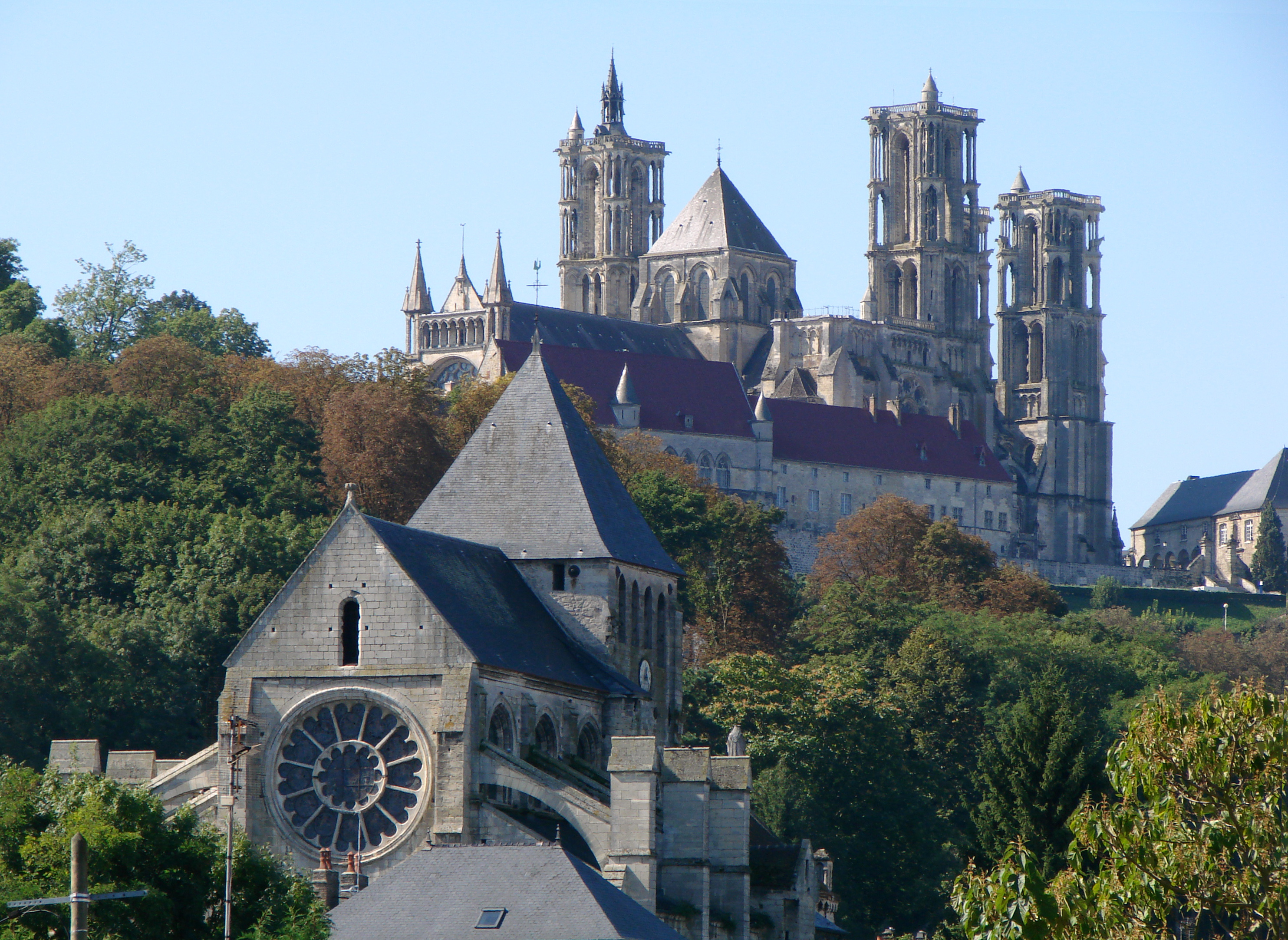
Vy över katedralen, från nordöst
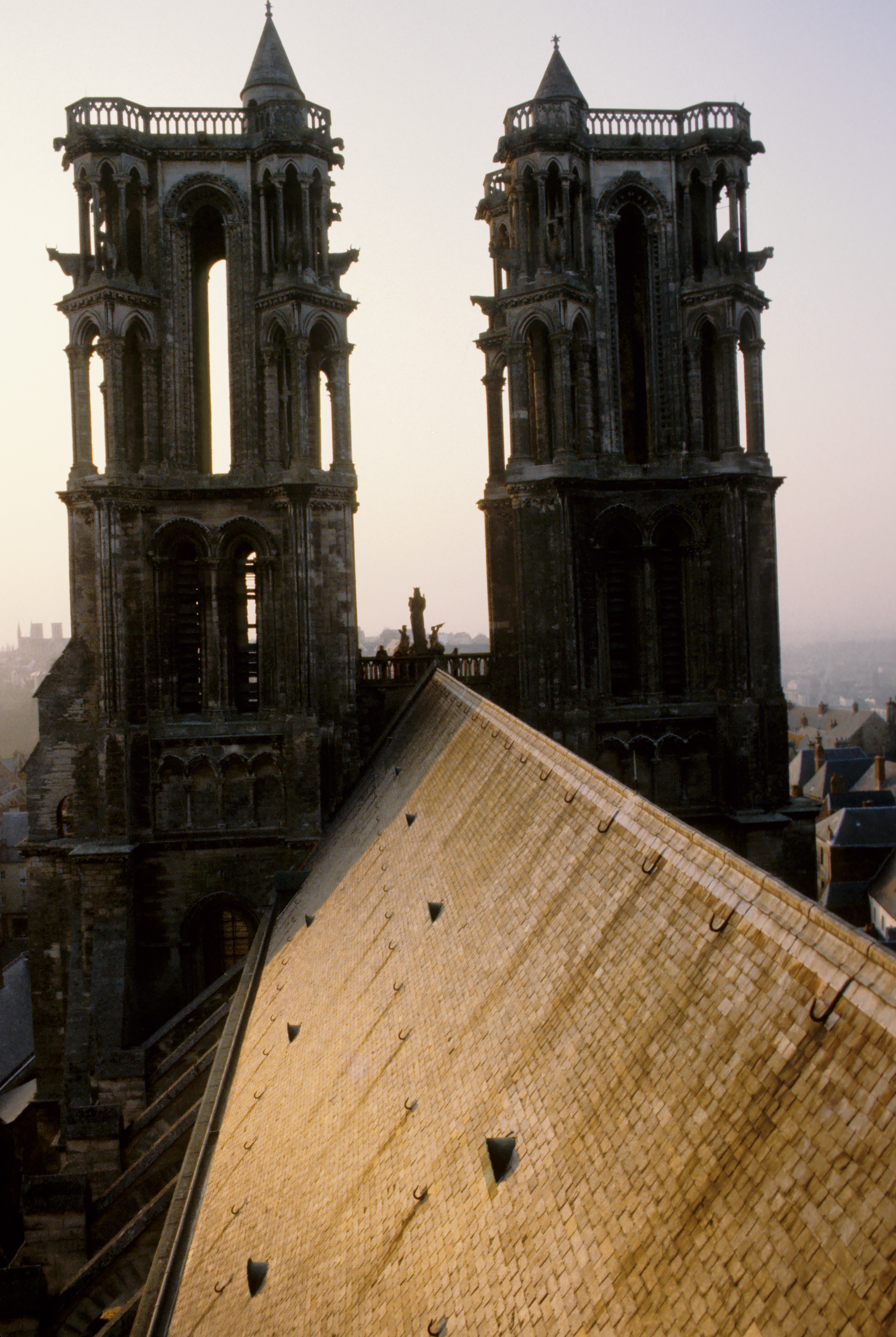
De båda västtornen, sedda österifrån över taket
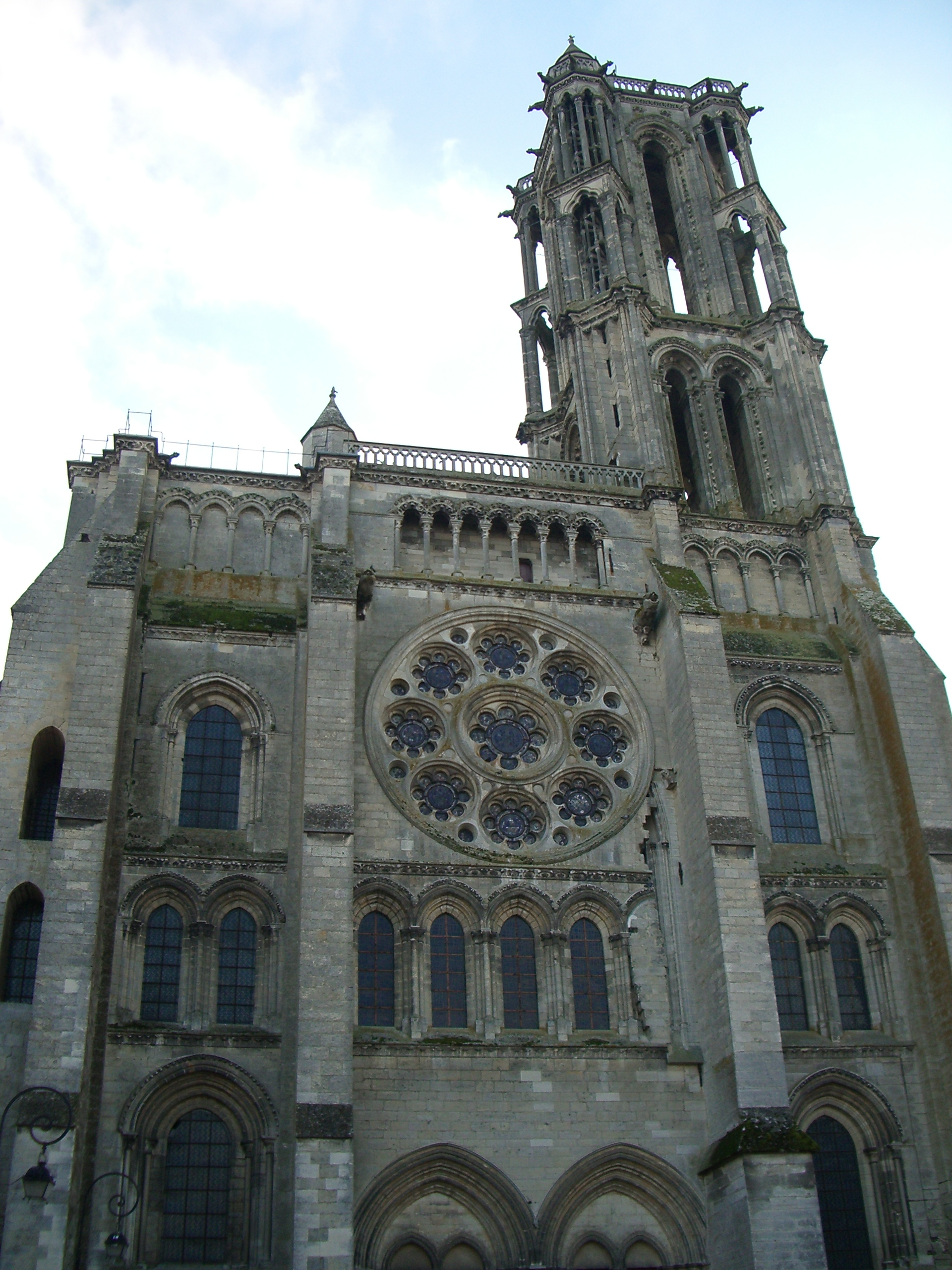
Katedralens norra tvärskeppsfasad, med torn (finns ett torn även vid södra tvärskeppet)
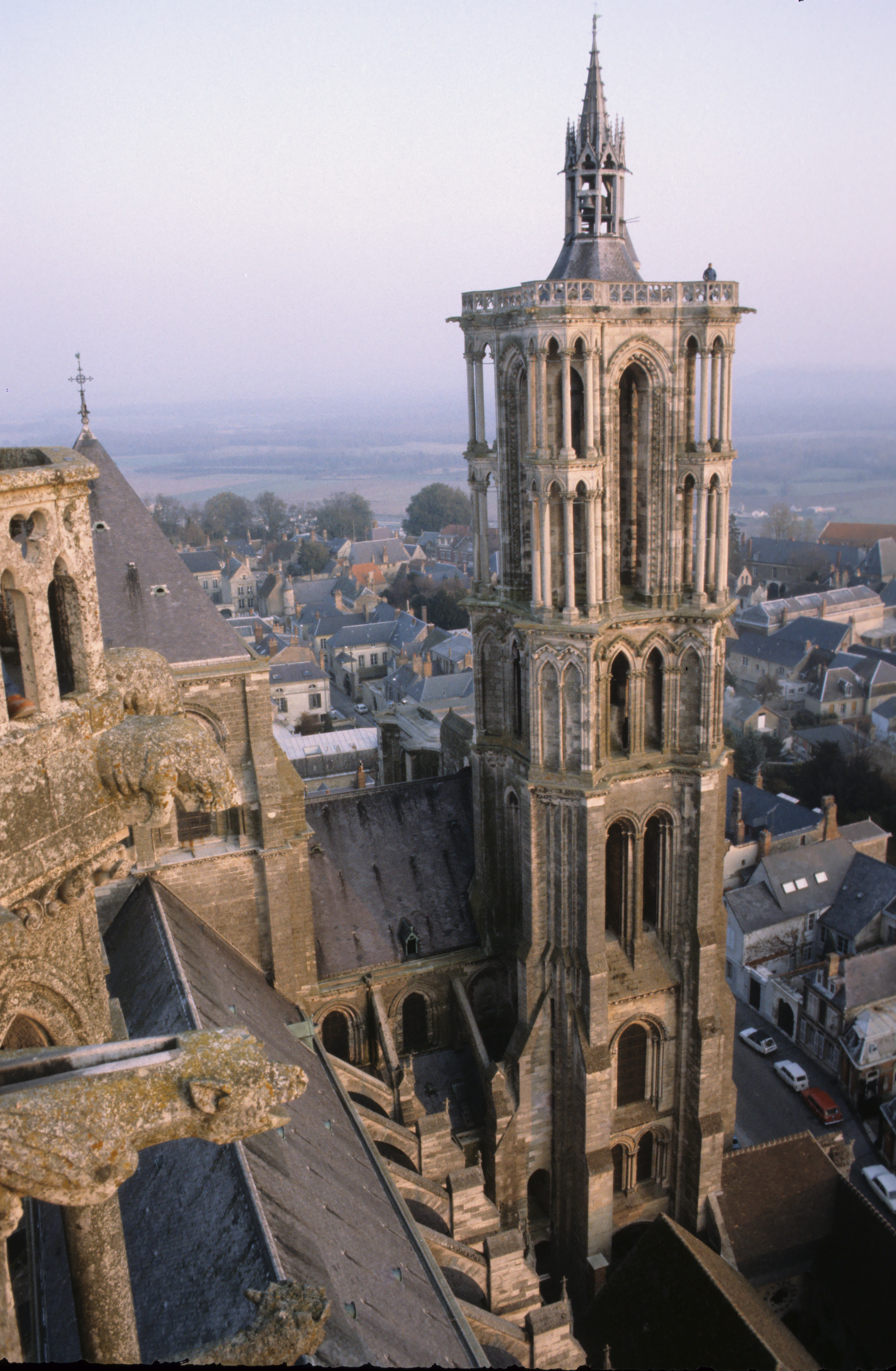
Sydtornet vid södra tvärskeppet, sett från sydvästtornet
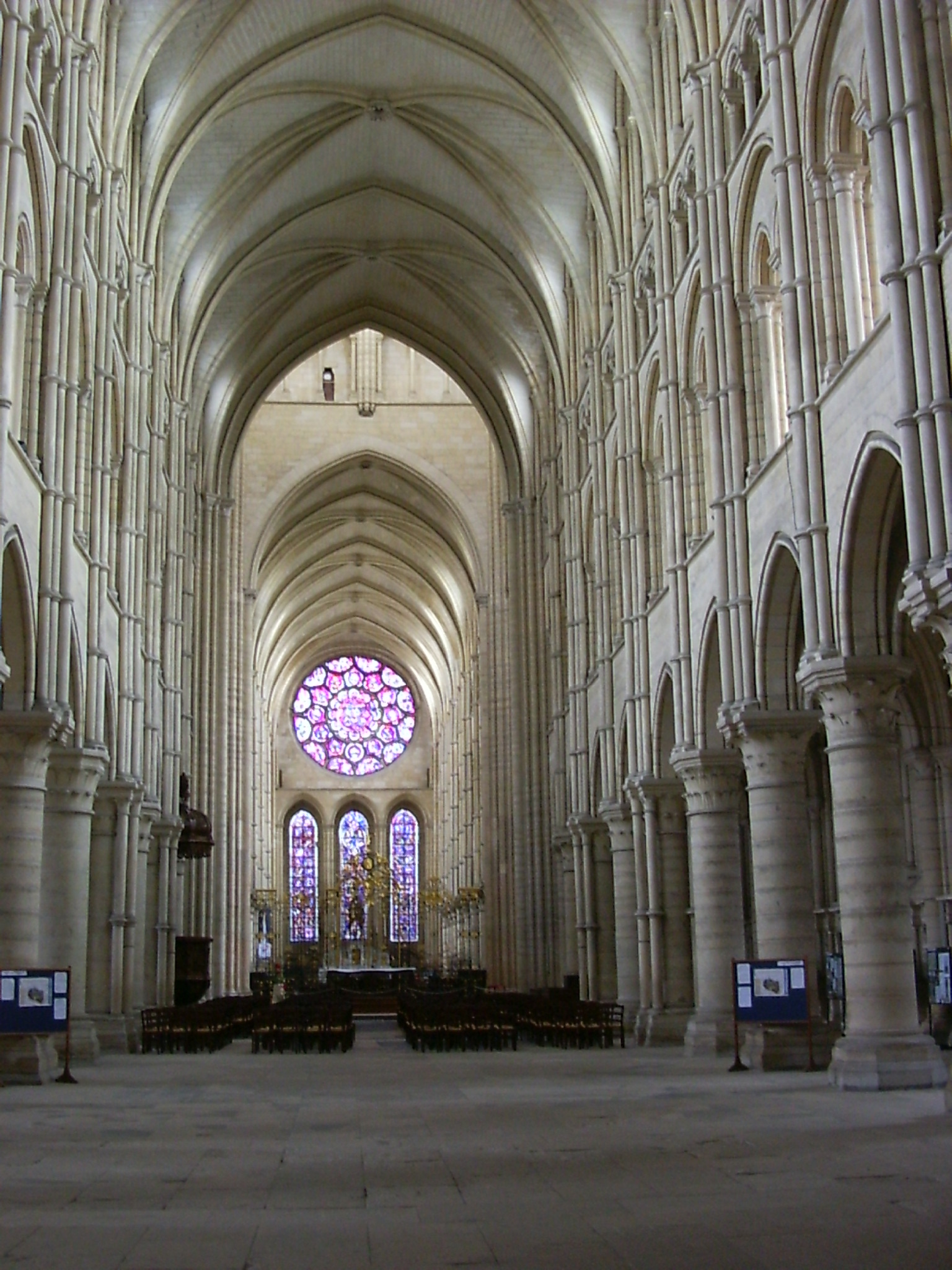
Mittskeppet i katedralen
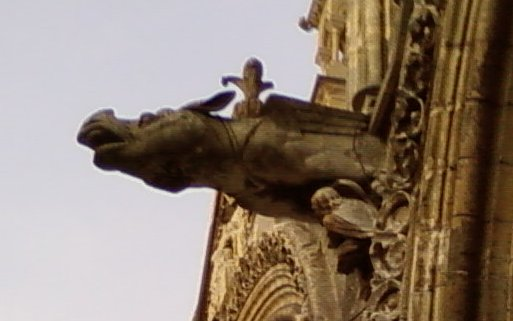
Vattenkastare i form av en noshörning